# UFC 294
UFC 294: Makhachev vs. Volkanovski 2（ユーエフシー・ツーナインティフォー：マカチェフ・バーサス・ヴォルカノフスキー・ツー）は、アメリカ合衆国の総合格闘技団体「UFC」の大会の一つ。2023年10月21日、アブダビ・ヤス島のファイトアイランド内エティハド・アリーナで開催された。

## 大会概要
本大会はライト級王者イスラム・マカチェフとフェザー級王者アレクサンダー・ヴォルカノフスキーによるUFC世界ライト級タイトルマッチが組まれた。

## 試合結果

### プレリミナリーカード
第1試合 ミドル級 5分3R
○  シャラ・マゴメドフ vs.  ブルーノ・シウバ ×
3R終了 判定3-0（30-27、30-27、30-27）
第2試合 116.6ポンド契約 5分3R
○  ビクトリア・ドゥダコバ vs.  ジン・ユウ・フライ ×
3R終了 判定3-0（30-27、30-27、30-27）
※ドゥダコバの体重超過により女子ストロー級から変更。
第3試合 フェザー級 5分3R
○  ムハンマド・ナイモフ vs.  ナサニエル・ウッド ×
3R終了 判定3-0（29-28、29-28、29-28）
第4試合 159.5ポンド契約 5分3R
○  マイク・ブリーデン vs.  アンシュル・ジュブリ ×
3R 3:00 KO（右ストレート）
※ブリーデンの体重超過によりライト級から変更。
第5試合 ミドル級 5分3R
○  セドリケス・ドゥマス vs.  アブー・アツァイター ×
3R終了 判定3-0（29-28、29-28、29-28）
第6試合 バンタム級 5分3R
－  ジャビッド・バシャラート vs.  ビクター・ヘンリー －
2R 0:15 ノーコンテスト（ローブロー）
第7試合 ライト級 5分3R
○  トレバー・ピーク vs.  モハンマド・ヤヒヤ ×
3R終了 判定3-0（29-28、30-27、30-27）
第8試合 フライ級 5分3R
○  ムハンマド・モカエフ vs.  ティム・エリオット ×
3R 3:03 肩固め

### メインカード
第9試合 バンタム級 5分3R
○  サイード・ヌルマゴメドフ vs.  ムイン・ガフロフ ×
1R 1:13 ニンジャチョーク
第10試合 ミドル級 5分3R
○  イクラム・アリスケロフ vs.  ワーレイ・アウベス ×
1R 2:07 TKO（左飛び膝蹴り→スタンドパンチ連打）
第11試合 ライトヘビー級 5分3R
－  マゴメド・アンカラエフ vs.  ジョニー・ウォーカー －
1R 3:13 ノーコンテスト（反則の膝蹴りによるドクターストップ）
第12試合 ミドル級 5分3R
○  カムザット・チマエフ vs.  カマル・ウスマン ×
3R終了 判定2-0（29-27、29-27、28-28）
第13試合 UFC世界ライト級タイトルマッチ 5分5R
○  イスラム・マカチェフ vs.  アレクサンダー・ヴォルカノフスキー ×
1R 3:06 KO（左ハイキック→パウンド）
※マカチェフが2度目の王座防衛に成功。

### 各賞
ファイト・オブ・ザ・ナイト：該当無し
パフォーマンス・オブ・ザ・ナイト：イスラム・マカチェフ、イクラム・アリスケロフ、サイード・ヌルマゴメドフ、ムハンマド・モカエフ、
各選手にはボーナスとして5万ドルが授与された。

### カード変更
負傷などによるカードの変更は以下の通り。